# Ra'anana
Ra'anana (tiếng Hebrew: רַעֲנָנָה) là một thành phố là một thành phố ở trung tâm của đồng bằng phía Nam Sharon của Israel. Thành phố Ra'anana thuộc quận Trung bộ. Thành phố này có diện tích km2, dân số là 68.300 người năm 2009.
Ra'anana giáp Kfar Sava ở phía đông và Herzliya về phía tây nam. Trong khi phần lớn các cư dân của nó là nguồn gốc Israel, một phần lớn dân số là người nhập cư từ các nước nói tiếng Anh, tiếng Pháp và tiếng Tây Ban Nha.
Khu công nghệ cao của Ra'anana llaf nơi quy tụ nhiều công ty hàng đầu thế giới và bắt đầu các công ty địa phương. Nó đã được bầu chọn là thành phố với chất lượng cao nhất của cuộc sống ở Israel và thành phố an toàn nhất ở Trung Đông. 
Năm 1912, Công ty định cư của người Do Thái ở Israel đã thành lập nhóm "Ahuza A - New York" mua được đất ở Israel phục vụ định cư nông nghiệp. Chiến tranh thế giới thứ nhất đã trì hoãn kế hoạch của họ nhưng trên 02 tháng tư 1922, hai toa xe đã rời góc của Phố Lilienblum và Herzl ở Tel Aviv chở 4 "thành viên Ahuza, 3 người lao động và 2 nhân viên bảo vệ có vũ trang. Sau một cuộc hành trình 5 giờ, họ bốc dỡ hành lý của họ tại nơi mà trở thành thành phố Ra'anana.
Trong những ngày đầu, khu định cư được gọi là "Ahuza A - New York" Người Ả Rập trong khu vực được gọi là "Tiểu Mỹ" do hầu hết cư dân của nó là những người nói tiếng Anh và đến từ New York. Sau đó nó được đổi tên thành "Ra'anania" và cuối cùng định cư sáng lập đã chọn "Ra'anana" là tên chính thức của nó. Chiến tranh Độc lập, nó là một ngôi làng gần 3.000 cư dân.
Đến cuối những năm 1960, nó đã có dân số 85.000 người trải rộng diện tích 15 km vuông. Trong năm 1980, Ra'anana được tuyên bố một thành phố.